# メトロポリタン歌劇場
メトロポリタン歌劇場（Metropolitan Opera House）はアメリカ合衆国ニューヨーク市マンハッタン区のリンカーン・センター内にある世界最大級、アメリカ随一のオペラ・ハウスである。メトロポリタン・オペラ・カンパニーの本拠地であり、キャストや装置の豪華さで名高い。Metropolitan Opera Associationにより運営されている。しばしば「メト」(MET)と呼ばれる。

## 沿革

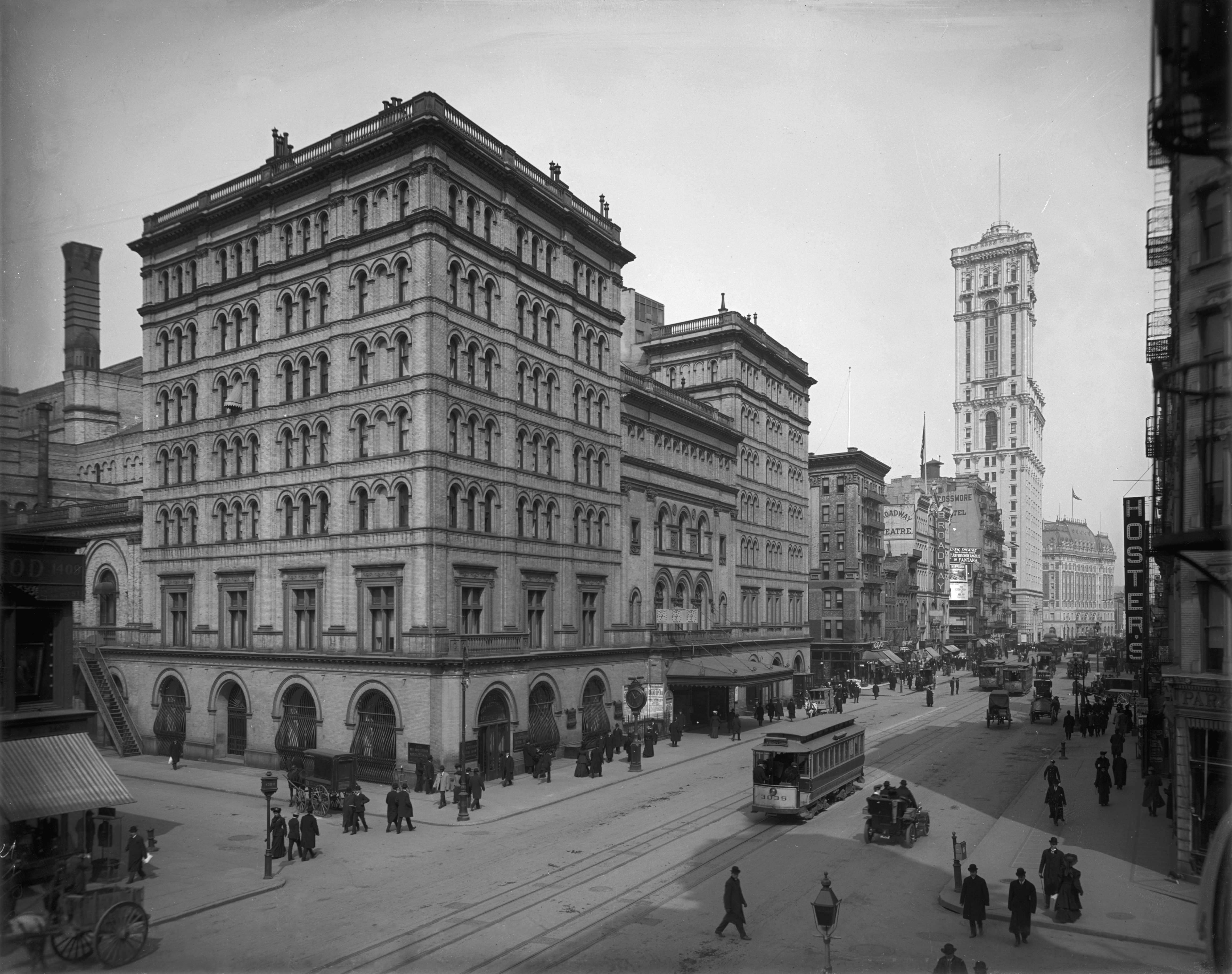
初代メトロポリタン歌劇場（1907年）

1883年10月23日に竣工した最初のメトロポリタン歌劇場の建物は、ブロードウェイ39丁目から40丁目にかけて建てられた。この建物はJ.クリーヴランド･キャディが設計したもので、1892年8月27日に火災に見舞われたが大規模な修復を経て1966年に現在のリンカーンセンターに移転するまで使用された。旧劇場は歴史的建造物として認められず1967年に解体された。
舞台芸術の殿堂として知られるリンカーン・センターの現劇場は建築家ウォレス・ハリソンが設計したものである。公式開業より前の1966年4月11日、初めてこの新劇場で上演されたのはジャコモ・プッチーニ作の『西部の娘』であった。「新メト」は1966年9月16日、バーバーの『アントニーとクレオパトラ』の世界初演でこけら落としを行った。
創立後1年間は全演目イタリアオペラ、翌年は同じくドイツオペラ、続く5年間は全演目をドイツ語上演、続いてはイタリア語に切り替えるなど、上演形態はかなり迷走が続いた。その後、英訳上演が定着したが、戦後の原語上演主流化にともなってこれにならい(ただし、現在でも時おり青少年向けを目的として英語上演を行うこともある)、音楽監督不在も解消。長年弱体といわれたオーケストラも技術的に向上し、全米を代表するのみならず欧州一流歌劇場に比肩する存在感を高めた。特に、セットやゲスト歌手の豪華さでは定評がある。
メト・オペラ・カンパニーのオフ・シーズン中はアメリカン・バレエ・シアターの春季公演のホームとして使われる。また、キーロフ・バレエ、ボリショイ、およびスカラ座カンパニーなど著名なオペラおよびバレエ・カンパニーのツアー公演を定期的にホストする。ウラディミール・ホロヴィッツ、キャスリーン・バトルおよびその他のパフォーマーのリサイタルも行われる。1976年にはフィリップ・グラスの『アインシュタイン・オン・ザ・ビーチ 』が単独で上演された。
オペラやバレエ以外のパフォーマンスも上演されることがある。1986年7月8日、アメリカン・バレエ・シアターとパリ・オペラ・バレエの資金集めのための特別記念の合同公演が初めて行われた。8月9日および10日には、コメディアンのロビン・ウィリアムズによる公演が行われ、HBOで放送され、Robin Williams Live at the MetというタイトルでCD化された。10月19日には、ヘルベルト・フォン・カラヤンとベルリン・フィルハーモニー管弦楽団の北米ツアー際に、招待公演が行われた。
メト・オペラのラジオ／テレビ／インターネットによる定期放送以外にも、当劇場の公演がテレビ番組として放送されることもある。1975年には、Danny Kaye's Look-In at the Metropolitan Operaが、1976年にはSills and Burnett at the MetがCBSで放送された。1999年と2001年には、MTV Video Music Awardsがこの劇場で公演された。

## 建物と舞台装置

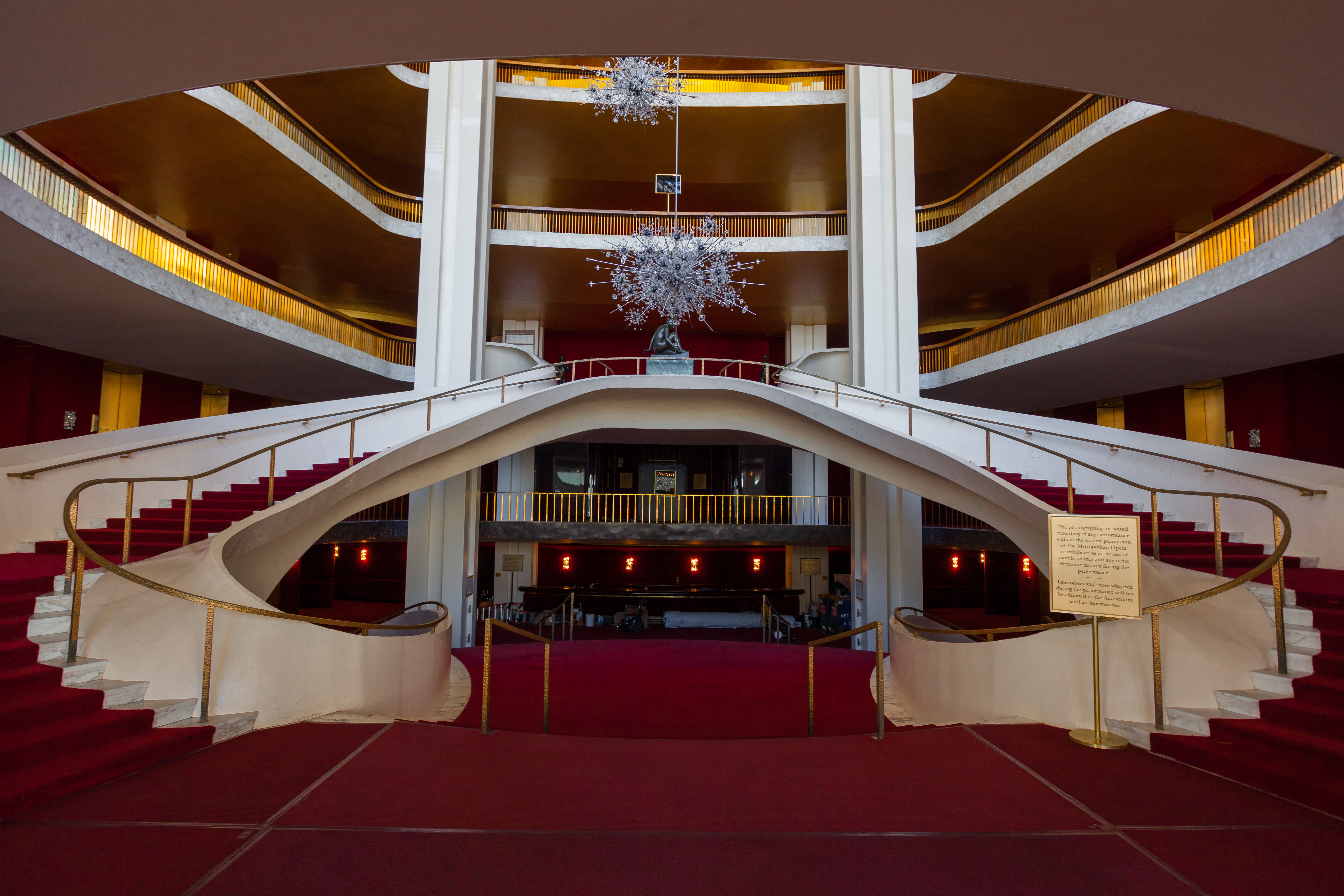
ホワイエ

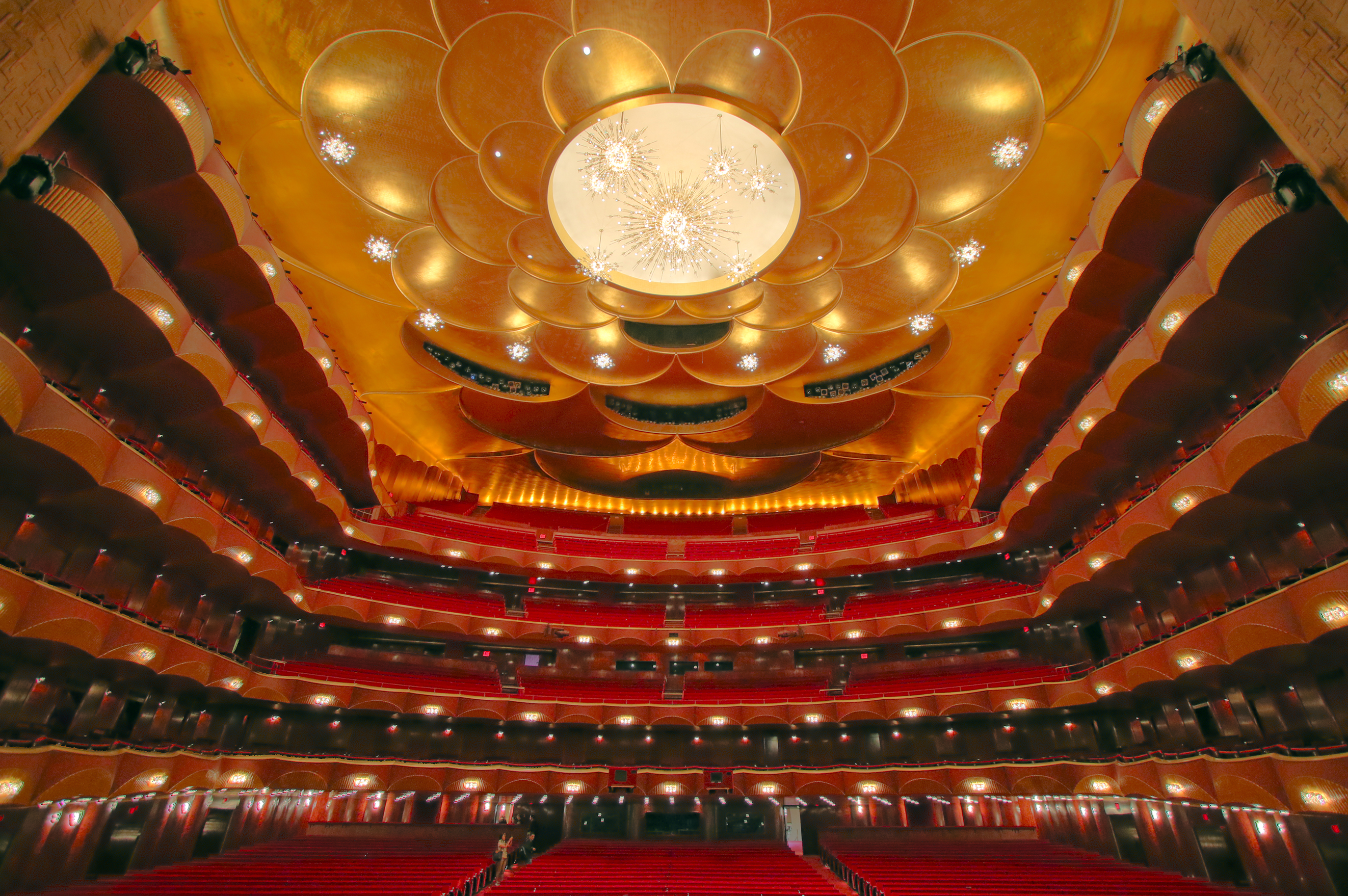
ホール

建物は白いトラバーチン大理石で覆われ、東のファサードは5つのアーチで飾られている。ロビーにはシャガールに委嘱した二つの壁画が展示される。また、アリスティド・マイヨールとヴィルヘルム・レームブルックによる彫刻やメトの著名なパフォーマーたちの肖像画が飾られている。劇場の収容人数は約3,800席と195名の立見、合計3,995名である。黄金色のプロセニアムは幅・高さとも約16mある。緞帳は特注で織られた金糸入りのダマスク（緞子）で世界最大のタブカーテン（舞台正面の引割りカーテン）である。
高度に機械化されたメトロポリタン歌劇場の舞台は7枚の18m幅の2層式迫り（せり：上下に動くエレベーター式舞台）、3枚のスライディングステージ（前後左右に動く舞台）を持ち、奥舞台には18m径の盆（廻り舞台）も備える。舞台頭上への吊り上げ用に103基の電動吊り物バトンを持つ。ホリゾントは高さ30mで舞台奥を全面覆っている。こうした舞台装置全てを駆使することにより、メトロポリタン歌劇場が有する膨大なレパートリーから毎晩異なる演目を上演することができる。メトの舞台の背景画は非常に大きく、かつ緻密に描かれている。

## 公演放送・ライブ中継
メトは公演を生放送することでも世界的に知られる。最初の放送は1931年12月25日、フンパーディンク作曲の『ヘンゼルとグレーテル』の公演のラジオ放送であった。有名な土曜午後のテキサコ社の提供する放送番組「テキサコ・スターシアター」は、1940年12月7日にモーツァルト／ダ・ポンテの『フィガロの結婚』の公演で始まった。テキサコがシェブロンと合併したシェブロンテキサコは2004年4月にスポンサーを降りたが、メトは少なくとも2005年一杯は放送を続ける財源を確保している。70年間の放送史上、アナウンサーを担当したのはミルトン･クロス、ピーター・アレン、ロイド・モスのわずか3人である。
2006年から、オペラ公演を世界中の映画館にライブ中継する「ライブ in HD」が毎年10回程度行われており、日本ではライブではないが数週間遅れで、松竹系の映画館で「METライブビューイング」の名称で上映されている。

## 交通アクセス
- ニューヨーク市地下鉄1系統 66th Street/Lincoln Center 徒歩3分